# Stazione di Elini
La stazione di Elini, già stazione di Elini-Ilbono, è una stazione ferroviaria situata nel comune di Elini e posta lungo la linea Mandas-Arbatax, utilizzata esclusivamente per i servizi turistici del Trenino Verde.

## Storia
La stazione fu costruita a fine Ottocento insieme alla Mandas-Arbatax dalla Società italiana per le Strade Ferrate Secondarie della Sardegna e fu inaugurata col nome di "Elini-Ilbono" il 1º aprile 1893, data di attivazione del tronco ferroviario Arbatax-Gairo, uno dei primi della linea per Mandas (terminata poi l'anno seguente) a venire aperti al traffico.
Alla gestione SFSS nel 1921 subentrò quella della Ferrovie Complementari della Sardegna, a cui seguì nel 1989 la Ferrovie della Sardegna. Sotto l'amministrazione delle FdS la Mandas-Arbatax fu destinata, a partire dal 16 giugno 1997, all'esclusivo impiego per il traffico turistico legato al progetto Trenino Verde, fatto che comportò la cessazione di ogni servizio di trasporto pubblico nella stazione. Da allora l'impianto, identificato nel frattempo col nome della sola Elini e dal 2010 gestito dall'ARST, viene utilizzato quasi esclusivamente nel periodo estivo, restando per il resto dell'anno pressoché privo di traffico.

## Strutture e impianti
Ubicato nel centro di Elini lo scalo è configurato come stazione passante e comprende complessivamente tre binari a scartamento da 950 mm, di cui il primo di corsa dotato di banchina e affiancante il deposito idrico dell'impianto, del tipo a cisterna metallica su struttura in muratura. Dal primo binario se ne dirama uno di incrocio (passante) oltre ad un tronchino che serviva l'ex scalo merci, dotato anche di un piano caricatore.
La stazione è dotata di un fabbricato viaggiatori a due piani e pianta rettangolare, caratterizzato dalla presenza di granito a vista nei muri perimetrali, avente tetto a falde e dotato di tre ingressi sul lato binari.

## Movimento
Dall'estate 1997 la stazione è utilizzata esclusivamente per il traffico turistico ed è attiva principalmente tra la primavera e l'autunno, in cui vengono effettuati dei treni a calendario, che nell'estate di norma assumono frequenza quasi giornaliera: con riferimento alla stagione turistica 2017 l'impianto è collegato sei giorni a settimana nel periodo estivo da relazioni espletate lungo la tratta Arbatax-Gairo. Nel corso dell'intero anno lo scalo è inoltre utilizzabile da eventuali treni organizzati su richiesta di comitive di turisti.

## Servizi
Nell'impianto sono presenti una sala d'attesa ed i servizi igienici, sebbene di norma non accessibili all'utenza.
- Sala d'attesa
- Servizi igienici

## Interscambi
Dinanzi alla stazione è presente una fermata delle autolinee dell'ARST, che collegano l'area dello scalo con Lanusei ed altri comuni ogliastrini.
- Fermata autobus